# 신동엽, 남희석의 맨 투 맨
《신동엽, 남희석의 맨 투 맨》은 2002년 11월 15일부터 2003년 10월 31일까지 매주 금요일 밤 9시 55분부터 밤 11시 5분까지 방송된 예능 프로그램이며 연출자 김현철 PD(전 MBC PD)가 2001년 초 MBC 퇴사 후 처음 연출한 프로그램이었다.

## 특이사항
- 2003년 9월 12일 - 9시 55분부터 특선영화 《마이너리티 리포트》편성에 따라[2] 8시 35분으로 이동했고 이 과정에서 《똑바로 살아라》 《연인》 《오픈드라마 남과 여》 결방
- 2003년 9월 26일 - 9시 55분부터 <슈퍼모델 선발대회> 1~2부 편성으로 결방

## MC
- 신동엽, 남희석

## 같이 보기
- 백팔가요 (BBS FM)